# Rianne de Vries
Rianne de Vries (ur. 14 grudnia 1990 w Heerenveen) – holenderska łyżwiarka szybka, specjalizująca się w short tracku, medalistka mistrzostw świata i mistrzostw Europy.